# Бзіниця-Нова
Бзіниця-Нова (пол. Bzinica Nowa, нім. Wilhelmsort) — село в Польщі, у гміні Добродзень Олеського повіту Опольського воєводства.
Населення — 257 осіб (2011).
У 1975-1998 роках село належало до Ченстоховського воєводства.

## Демографія
Демографічна структура станом на 31 березня 2011 року:
|          | Загалом | Допрацездатний вік | Працездатний вік | Постпрацездатний вік |
| -------- | ------- | ------------------ | ---------------- | -------------------- |
| Чоловіки | 116     | 18                 | 88               | 10                   |
| Жінки    | 141     | 40                 | 84               | 17                   |
| Разом    | 257     | 58                 | 172              | 27                   |